# Métodos de Mill

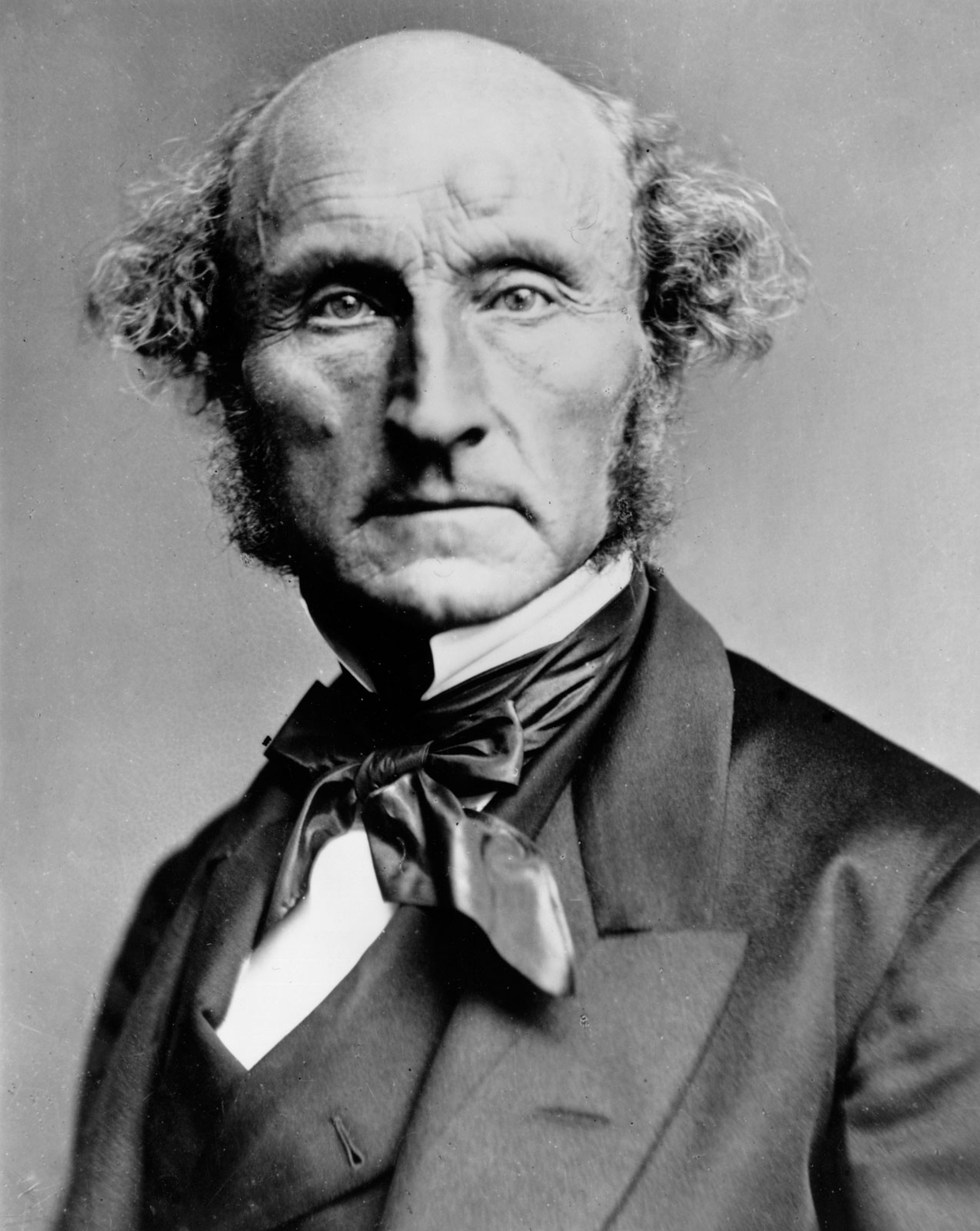
Foto de Jonh Stuart Mill

Los métodos de Mill o los cánones de Mill son cuatro métodos de inducción descritos por el filósofo John Stuart Mill en 1843 en su libro Un sistema de lógica Pretendía corregir los problemas de la causalidad. Estos métodos son una versión simplificada de las "tablas de descubrimiento" de Francis Bacon.

## Los métodos

### Método de concordancia
Si dos o más ejemplos de un fenómeno bajo investigación poseen una sola circunstancia en común, esta única circunstancia, presente en todos los ejemplos, es la causa (o el efecto) del fenómeno mencionado.
A System of Logic, Vol. 1. 1843. p. 454.
John Stuart Mill

Para que una propiedad sea una condición necesaria siempre tiene que estar presente si el efecto se presenta. Como esto es así, interesa observar los casos en que el efecto está presente y tomar nota sobre qué propiedades, entre las consideradas como "posibles condiciones necesarias", están presentes y cuáles están ausentes. Evidentemente, cualquier propiedad qué está ausente cuándo el efecto está presente, no puede ser una condición necesaria para el efecto. En los estudios de política comparada, a este método también se le conoce como de “sistemas más diferentes”.
Gráficamente, el método  puede ser representado como:
A B C D ocurre junto con w x y z
A E F G ocurre junto con w t u v
——————————————————
Por lo tanto A es la causa o el efecto de w.
Para ilustrar este concepto, considera dos países estructuralmente distintos. Un país "A" es una antigua colonia, tiene un gobierno de centro-izquierda, y tiene un sistema federal con dos niveles de gobierno. País "B" nunca ha sido una colonia, tiene un gobierno de centro-izquierda y es un estado unitario. Un factor que ambos países tienen en común, la variable dependiente en este caso, es que  tienen un sistema de asistencia sanitaria universal. Comparando los factores conocidos sobre los países anteriores, un científico político concluiría que el gobierno de centro-izquierda sería la variable independiente que causa un sistema sanitario universal, ya que es el único de los factores examinados que se mantiene constante entre los dos países, y el respaldo teórico para esa relación es sólido; las políticas socialdemócratas (centro-izquierda) a menudo incluyen atención médica universal.

### Método de diferencia
Si una situación en que ocurre el fenómeno en investigación, y otra situación en que no ocurre, se parecen en todo excepto en una circunstancia, que sólo se presenta en la primera situación, entonces esta circunstancia, que es la única diferencia, entre las dos situaciones es el efecto, la causa, o una parte indispensable de la causa, del fenómeno mencionado.

Este método es también conocido generalmente como los sistemas más similares de diseño dentro de política comparativa.
A B C D ocurre junto con w x y z
B C D ocurre junto con x y z
——————————————————
Por lo tanto A es la causa, o el efecto, o una parte de la causa de w.
Como ejemplo del método de diferencia, considere dos países similares. El país A tiene un gobierno de centro derecha, un sistema unitario y fue una antigua colonia. El país B tiene un gobierno de centro derecha, un sistema unitario, pero nunca fue una colonia. La diferencia entre los países es que el país A apoya fácilmente las iniciativas anticoloniales, mientras que el país B no lo hace. El método de diferencia identificaría la variable independiente como la situación de cada país, como una antigua colonia o no, con la variable dependiente, apoyando iniciativas anticoloniales. Esto se debe a que, de los dos países similares comparados, la diferencia entre los dos es si antes eran o no una colonia. Esto explica la diferencia en los valores de la variable dependiente, ya que es más probable que la antigua colonia apoye la descolonización que el país sin historial colonial.

### Método conjunto de concordancia y diferencia
Si dos o más ejemplos en los que el fenómeno ocurre muestran una sola circunstancia en común, mientras que dos o más situaciones en las que el fenómeno no ocurre sólo comparten la ausencia de la circunstancia mencionada, entonces tal circunstancia, la única, en que difieren los ejemplos mencionados, es el efecto, la causa, o una parte indispensable de la causa, del fenómeno estudiado.
A System of Logic, Vol. 1. 1843. p. 463.
John Stuart Mill

También llamado simplemente el "método conjunto", este principio simplemente representa la aplicación de los métodos de concordancia y diferencia.
Gráficamente, el método de Junta de acuerdo y diferencia puede ser representado:
A B C ocurre junto con x y z
A D E ocurre junto con x v w 
también B C ocurre con y z
——————————————————
Por lo tanto A es la causa, o el efecto, o una parte de la causa de x.
Tal como aparecen tradicionalmente, los «cánones de Mill» hablan de causas pero no distinguen entre condiciones necesarias y suficientes; hay versiones modernas que especifican el tipo de condición (suficiente o necesaria). El método de concordancia pone al descubierto la condición que probablemente es condición necesaria; el método de la diferencia identifica el factor que probablemente es condición suficiente, y el método de concordancia y diferencia, el que probablemente es condición necesaria y suficiente.

### Método de residuos
Cuando se resta o sustrae de cualquier fenómeno la parte que por inducciones previas se sabe que es el efecto de ciertos antecedentes, el residuo del fenómeno es el efecto de los antecedentes restantes.

Si se cree que un rango de factores causa un rango de fenómenos, y hemos emparejado todos los factores, excepto uno, con todos los fenómenos, excepto uno, entonces el fenómeno restante puede atribuirse al factor restante.
Gráficamente, el método de residuo puede ser representado como:
A B C ocurre junto con x y z
B es sabido por ser la causa de y
C es sabido por ser la causa de z
——————————————————
Por lo tanto A es la causa o efecto de x.

### Método de variaciones concomitantes
Cuando un fenómeno varía de alguna manera particular, es causa o efecto de otro fenómeno que varía de la misma o de otra manera, pero concomitantemente.
A System of Logic, Vol. 1. 1843. p. 470.
John Stuart Mill

Si en un fenómeno se observa que al variar una de las circunstancias que concurren en él,  varía de manera proporcional, entonces, esta circunstancia es la que causa el fenómeno. Por ejemplo, supongamos que varias muestras de agua, que contienen sal y plomo, son tóxicas. Si el nivel de toxicidad varía en conjunto con el nivel de plomo, se podría atribuir la toxicidad a la presencia de plomo.
Gráficamente, el método de variaciones concomitantes puede ser representado como (± representa un cambio):
A B C ocurre junto con x y z
A ± B C resulta en x± y z.
—————————————————————
Por lo tanto A y x están causalmente conectados
A diferencia de los anteriores 4 métodos inductivos, el método de la variaciones concomitantes no implica la eliminación de cualquier circunstancia. Cambiando la magnitud de un factor resulta en el cambio de la magnitud de otro factor.